# Lochen am See
Lochen am See ist eine österreichische Gemeinde im Bezirk Braunau am Inn im Innviertel in Oberösterreich mit 3019 Einwohnern (Stand 1. Jänner 2025).

## Geografie
Lochen am See grenzt an den Mattsee auf einem Hochplateau, wobei der Tannberg im Süden der Gemeinde liegt. Die Gemeinde hat eine Fläche von 33,3 km².

### Gemeindegliederung
Die Gemeinde besteht aus den Katastralgemeinden Lochen, Oberweissau, Tannberg und Wichenham.
Das Gemeindegebiet umfasst folgende 33 Ortschaften (in Klammern Einwohnerzahl Stand 1. Jänner 2025):
- Ainhausen (94)
- Astätt (253)
- Babenham (169)
- Bergham (66)
- Daxjuden (18)
- Dirnham (19)
- Edenplain (13)
- Feldbach (142)
- Gebertsham (27)
- Gunzing (53)
- Gutferding (33)
- Hofstätt (7)
- Intenham (34)
- Kerschham (224)
- Koppelstätt (30)
- Kranzing (28)
- Lasberg (11)
- Lochen (Hauptort, 960)
- Niedertrum (14)
- Oberhaft (76)
- Oberweißau (39, Ortsteile auch in Gemeinde Munderfing)
- Petersham (48)
- Rackersing (27)
- Reitsham (99)
- Scherschham (199)
- Schimmerljuden (6)
- Sprinzenberg (4)
- Stein (56)
- Stullerding (110)
- Tannberg (110)
- Unterlochen (11)
- Wichenham (35)
- Zeisental (4)

Der zuständige Gerichtsbezirk ist der Gerichtsbezirk Mattighofen.
Einziger Zählsprengel ist Lochen für die ganze Gemeinde.

### Nachbargemeinden
| Kirchberg bei Mattighofen                           | Jeging                                      | Munderfing                              |
| Palting                                             | Kompassrose, die auf Nachbargemeinden zeigt | Lengau                                  |
| Mattsee Schleedorf (beide Bez. Salzburg-Umg., Sbg.) | Köstendorf (Bez. Salzburg-Umg., Sbg.)       | Straßwalchen (Bez. Salzburg-Umg., Sbg.) |

## Geschichte
Bereits aus der Jüngeren Steinzeit liegen Depotfunde in Lochen, früher allgemein Lohen geschrieben, vor. In der Folge sind auch Funde aus der Hallstattzeit und der La-Tène-Zeit nachzuweisen, in denen Kelten das Land besiedelten. Römische Siedlungen konnten auch in Lochen gesichert werden, wobei hier die Straße nach Castra Batava (Passau) verlief. Nach der Völkerwanderungszeit besiedelten Bajuvaren ab dem 6. Jahrhundert das Gebiet.
Lochen wurde das erste Mal im Jahre 903 in einer Schenkungsurkunde des Bischofs Madalwin urkundlich erwähnt. Lochen gehörte – wie aus einer Personalzinsurkunde hervorgeht – zum Stift Mattsee.
Durch den Frieden von Teschen im Jahre 1779 kam das gesamte damalige Innbaiern mit Lochen von Bayern zu Österreich. Im Zuge dieser Veränderung kam Lochen 1785 von der Diözese Passau zur 1785 neu gegründeten Diözese Linz.
Lochen wurde im Jahr 1974 als Standort für den Flughafen Salzburg vorgeschlagen.
Die Gemeinde nennt sich erst seit jüngster Zeit Lochen am See. Das soll darauf Bezug nehmen, dass sich das Gemeindegebiet bis an den Mattsee erstreckt, der zum Bundesland Salzburg gehört. Diese Tatsache ist im Raum relativ unbekannt. Der  Hauptort selbst liegt nicht am See.

## Kultur und Sehenswürdigkeiten

Filialkirche Gebertsham, spätgotischer Flügelaltar

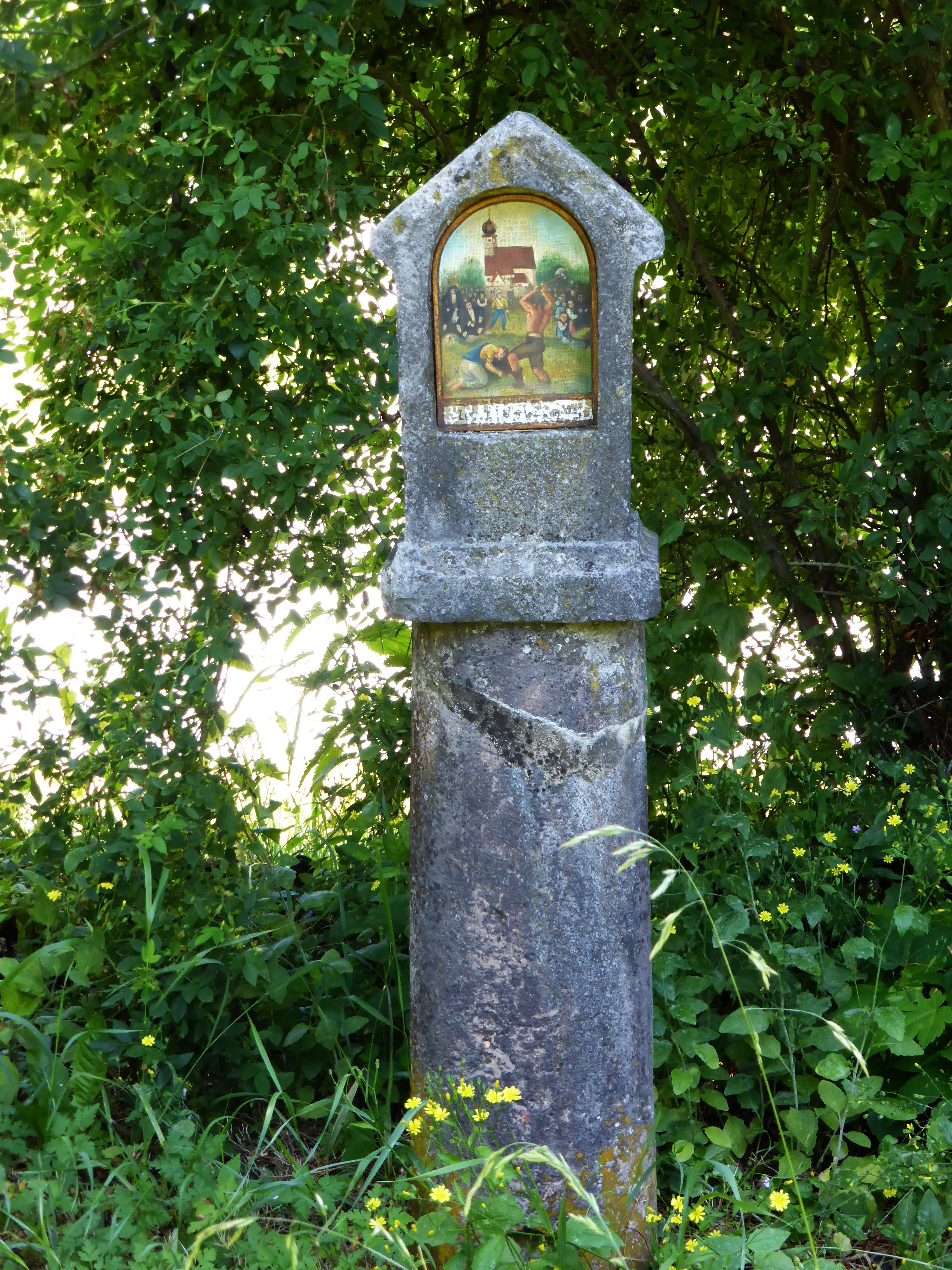
Köpfstattsäule in Astätt

- Katholische Pfarrkirche Lochen am See Mariä Himmelfahrt: Mit einem barocken Hochaltar von Meinrad Guggenbichler.
- Katholische Filialkirche Gebertsham Zum Heiligen Kreuz: Die spätgotische Kirche ist ein einschiffiger Bau mit westseitigem Dachreiter aus der Zeit um 1500. Der Gebertshamer Flügelaltar aus dem Jahre 1515/20 wird der Werkstatt des Meisters Gordian Guckh zugeschrieben. Der Altar zeigt im Mittelschrein eine figurenreiche Kreuzigungsdarstellung und auf den Tafeln der Flügelinnenseiten die Legende vom Hl. Kreuz. Im Jahr 1986 wurden in der Kirche Wandmalereien entdeckt. 178 mehrfarbige Pflanzenornamente, mehrere Weihekreuze und vier Wandbilder wurden wiederhergestellt. Im Jahr 1988 fand in der Kirche die Hochzeit von Deutschlands ehemaligem Bundespräsidenten Walter Scheel statt.
- Katholische Filialkirche Astätt hl. Johannes der Täufer
- Keltische Vierecksschanze: Da bei einer Grabungskampagne 2007 keine entsprechenden Funde gesichert werden konnten, dürfte die Bezeichnung La-Téne-zeitliche Vierecksschanze falsch sein, vermutlich wurde die Anlage bei den österreichisch-bayerischen Grenzstreitigkeiten im Zuge des Spanischen Erbfolgekrieges errichtet.[3]
- Richtstättenweg Lochen: Der Weg wurde zum 30. September 2012 eingerichtet, er führt vom Kirchweg in Lochen zur Köpfstattsäule in Astätt, wo 1762 die letzte Hinrichtung stattfand.[4]

## Wirtschaft und Infrastruktur
Lochen am See ist eine Agrargemeinde. Von den 122 landwirtschaftlichen Betrieben des Jahres 2010 waren 68 Haupterwerbsbauern. Im Produktionssektor waren 2011 beinahe 200 Menschen beschäftigt, hauptsächlich im Bereich Herstellung von Waren und in der Bauwirtschaft. Der wichtigste Arbeitgeber war der Dienstleistungssektor mit über 300 Arbeitnehmern. Jeweils über 100 Arbeitnehmer arbeiteten in den Bereichen Handel und soziale&öffentliche Dienste.

### Bildung
In der Gemeinde befinden sich neben einem Kindergarten und einer Volksschule auch eine Mittelschule.

## Politik
Der Gemeinderat hat 25 Mitglieder.
- Mit den Gemeinderats- und Bürgermeisterwahlen in Oberösterreich 2003 hatte der Gemeinderat folgende Verteilung: 15 ÖVP, 8 SPÖ und 2 FPÖ.
- Mit den Gemeinderats- und Bürgermeisterwahlen in Oberösterreich 2009 hatte der Gemeinderat folgende Verteilung: 13 ÖVP, 8 SPÖ und 4 FPÖ.
- Mit den Gemeinderats- und Bürgermeisterwahlen in Oberösterreich 2015 hatte der Gemeinderat folgende Verteilung: 13 ÖVP, 6 SPÖ und 6 FPÖ.
- Mit den Gemeinderats- und Bürgermeisterwahlen in Oberösterreich 2021 hat der Gemeinderat folgende Verteilung: 12 ÖVP, 10 SPÖ und 3 FPÖ.[8]

### Bürgermeister
- 1983–1997 Josef Höfelmaier[9]
- 1997–2015 Johann Schweiberer (ÖVP)
- 2015–2021 Franz Wimmer (ÖVP)
- seit 2021 Alfred Scherr (SPÖ)

### Wappen
Offizielle Beschreibung des Gemeindewappens:
In Silber auf grünem Schildfuß zwischen zwei grünen Hügeln eine grüne, stammlose, bis zum Schildrand reichende, dreieckförmige Tanne.
Die Gemeindefarben sind Weiß-Grün.

### Regionalpolitik
Lochen gehört zur Leaderregion Oberinnviertel–Mattigtal.

## Persönlichkeiten

### Söhne und Töchter der Gemeinde
- Peter E. Steiner (1926–2025), Professor für Schrift und Typografie, entwarf fast 70 Briefmarken und -stempel für die Deutsche Bundespost, später der Deutschen Post AG.
- Albert Anglberger (1942), Komponist, Kirchenmusiker und Universitätsprofessor
- Harald Unverdorben (* 1981), Fußballspieler
- Tobias Pötzelsberger (* 1983), Journalist und Singer-Songwriter